# مقاطعة أليغودرز
مقاطعة أليغودرز (بالفارسية: شهرستان الیگودرز) هي مقاطعة في لرستان في إيران ومركزها مدينة أليغودرز؛ يبلغ عدد سكانها 134,802 حسب إحصاء عام 2006 م.